# Ryszard Błachut
Ryszard Błachut (* 14. September 1948 in Maków Podhalański; † 16. Juni 2017 in Wien) war ein polnischer Fußballspieler.

## Karriere
Der Stürmer begann bei ROW Rybnik (Juli 1970 bis Juni 1977) seine Karriere und setzte sie bei GKS Jastrzębie (Juli 1978 bis Juni 1979) fort.
Zu Beginn der Frühjahrssaison 1980 kam Błachut zum abstiegsgefährdeten österreichischen Bundesligisten First Vienna FC, wo er einen Ein-Jahres-Vertrag unterschrieb. Sein erstes Spiel bestritt er am 1. März 1980 gegen den LASK. Błachut kam dabei in der 61. Spielminute anstelle von Ronald Otto zum Einsatz und trug mit zwei Toren im binnen zwei Minuten wesentlich zum 4:2-Sieg bei. Dennoch konnte er sich dort unter Trainer Kurt Leitner gegen Mitspieler wie Hans Krankl oder Alfred Roscher nicht entscheidend durchsetzen. Nach dem Abstieg der Vienna in die 2. Division kam er dort noch in einigen Spielen zum Einsatz.
Ein weiterer Eintrag über Błachut findet sich beim SV Heldenberg, bei dem er ab Sommer 1990 als Spielertrainer wirkte.